# Ludwik Krzywicki
Ludwik Krzywicki, né le 21 août 1859 à Płock et mort le 10 juin 1941 à Varsovie, est un anthropologue, économiste et sociologue polonais. Il est l'un des premiers sociologues en Pologne, professeur à l'Université de Varsovie.

## Biographie
Ludwik Krzywicki est né dans une famille aristocratique appauvrie. Dès son plus jeune âge, il s'intéresse à la psychologie, philosophie et aux sciences naturelles, et étudie les œuvres de Charles Darwin, Hippolyte Taine, Théodule-Armand Ribot et Auguste Comte.
Ludwik Krzywicki étudie les mathématiques à l'Université de Varsovie. Après avoir obtenu son diplôme, il s'inscrit à la Faculté de médecine, mais est renvoyé de l'Université à cause de ses activités politiques. Il se rend ensuite à Leipzig, en Allemagne, puis à Zurich, en Suisse, puis enfin en 1885 à Paris, où vivent beaucoup d'émigrés socialistes polonais en Europe. C'est à Paris qu'il commence à étudier l'anthropologie, l'archéologie et l'ethnologie.

### Contributions à la science
Ludwik Krzywicki est l'un des premiers chercheurs à étudier les fortifications bâties sur des collines en Lituanie. Entre 1900 et 1914, il effectue des fouilles archéologiques à Samogitie et ailleurs. En 1908 il publie son livre "L'Ancienne Samogitie", dans lequel il cherche à corréler ses découvertes avec des chroniques anciennes. Dans la même année il publie un article intitulé "À la recherche d'un bourg de Mindaugas", qui décrit ses découvertes. Ludwik Krzywicki donne une grande partie de ses découvertes au Musée de la Culture à Kaunas en 1939.
L'une de ses contributions les plus importantes est la théorie de la migration des idées (les idées, créées et diffusées grâce aux besoins sociaux et aux attentes sociales, peuvent « migrer » vers d'autres lieux ou des temps qui n'ont pas encore été capables de les exprimer d'eux-mêmes. Lorsque cela se produira, si les nouvelles idées réussissent à s'incarner dans des besoins et attentes du nouveau lieu, elles prendront racine et accéléreront le développement socio-économique).

### Retour en Pologne
Ludwik Krzywicki retourne en Pologne (alors faisant partie de la Russie) en 1893 et y poursuit son activité politique. Il est arrêté par des autorités russes plusieurs fois, notamment lors de sa participation à la Révolution de 1905. Pendant cette période, il édite le journal du Parti socialiste polonais. Il reçoit un doctorat à Lwów (alors en Autriche-Hongrie) sur une thèse ethnographique. Avant la Première Guerre mondiale, il vit dans de conditions précaires, mais quand la guerre éclate, il reprend ses activités politiques, en participant à des diverses organisations ouvrières et syndicales, même si ses relations avec le Parti socialiste se refroidissent. Ludwik Krzywicki est l'un des premiers traducteurs en polonais du "Capital" de Karl Marx.
Après la guerre, quand la Pologne recouvre son indépendance, il abandonne toute activité politique et se concentre sur la recherche scientifique, dans l'intention de compléter les œuvres qu'il n'avait pas eu le temps de terminer auparavant. Il participe néanmoins à l'organisation et à la gestion des diverses organisations scientifiques. Il est directeur adjoint à l'Office central de statistique, dirige l'Institut socio-économique, enseigne à l'Université de Varsovie (1919-1936) et dans d'autres établissements d'enseignement supérieur.
Pendant la Seconde Guerre mondiale il est blessé pendant la défense de Varsovie contre l'invasion allemande en septembre 1939, et la bombe qui détruit son appartement, détruit également la plupart de ses papiers et manuscrits. Sa santé se détériore rapidement. Il meurt d'une crise cardiaque en 1941 et est enterré au cimetière luthérien à Varsovie. Irena Krzywicka (écrivaine et féministe) est la femme de son fils unique Jerzy, et Andrzej Krzywicki (physicien théorique) est son petit-fils.